# Krzysztof Łączyński
Krzysztof Łączyński (ur. 6 lutego 1951 w Warszawie) – działacz opozycji demokratycznej w PRL, po 1990 roku urzędnik państwowy.

## Życiorys
Absolwent VI Liceum Ogólnokształcącego im. Tadeusza Reytana w Warszawie (1968). Należał do środowiska „Gromady Włóczęgów” 1 Warszawskiej Drużyny Harcerskiej „Czarna Jedynka” i angażował się w pomoc ofiarom represji po protestach w Radomiu i Ursusie w czerwcu 1976 roku. Współpracownik Komitetu Obrony Robotników i Komitetu Samoobrony Społecznej „KOR”, związany z wydawnictwami drugiego obiegu „Głos” i „Krąg”, wchodził w skład redakcji „Głosu”. W 1981 roku etatowy pracownik Regionu Mazowsze NSZZ „Solidarność”. Na początku stanu wojennego współorganizował bazę wydawniczą dla tygodnika „Wola”. W 1982 roku aresztowany w trakcie przewożenia znacznej liczby egzemplarzy nielegalnych pism „Przetrwanie” i „Wiadomości”, osadzony w Areszcie Śledczym przy ul. Rakowieckiej w Warszawie, w tym samym roku zwolniony. W latach 1977–1989 rozpracowywany przez Służbę Bezpieczeństwa, figurant sprawy operacyjnego rozpracowania (SOR) o kryptonimie „Filolog”. Jego teksty publikowane w drugim obiegu ukazały się w antologii Głos niepodległości: wybór publicystyki środowiska czasopisma „Głos” 1977–1989 (Kraków 2016, ISBN 978-83-7553-215-9).
Po 1990 roku pracował m.in. w Najwyższej Izbie Kontroli. W 1992 roku funkcjonariusz Urzędu Ochrony Państwa, bliski współpracownik Antoniego Macierewicza. W 2007 roku zajmował stanowisko dyrektora gabinetu szefa Służby Kontrwywiadu Wojskowego. W wyborach parlamentarnych w 1993 bez powodzenia ubiegał się o mandat poselski w okręgu warszawskim z listy Koalicji dla Rzeczypospolitej. W latach 2007–2008 zasiadał w Komisji Weryfikacyjnej Wojskowych Służb Informacyjnych. Od 2015 roku doradca w gabinecie politycznym Ministra Obrony Narodowej, w 2017 roku pełnił funkcję szefa gabinetu politycznego MON. 

## Odznaczenia
- Krzyż Wolności i Solidarności (2018)[6]
- Krzyż Oficerski Orderu Odrodzenia Polski (2019)[17]